# Aleksandar Magovac
Aleksandar Magovac (* 9. Februar 1991 in Jesenice) ist ein slowenischer Eishockeyspieler, der seit 2018 beim HK Olimpija aus Ljubljana unter Vertrag steht und mit dem Klub seit 2021 in der Österreichischen Eishockey-Liga spielt.

## Karriere
Aleksandar Magovac begann seine Karriere als Eishockeyspieler in seiner Heimatstadt in der Nachwuchsabteilung des HD mladi Jesenice, für den er in der Spielzeit 2007/08 sein Debüt für die Profimannschaft des Vereins in der slowenischen Eishockeyliga gab. Ab 2009 spielte er für den Klub auch in der Slohokej Liga. Daneben spielte er ab 2012 auch für den Lokalrivalen HK Jesenice in der Österreichischen Eishockey-Liga. Mit dem HK Jesenice wurde er 2011 slowenischer Meister.
2012 verließ er seine Heimatstadt und schloss sich dem EK Zell am See aus der Inter-National-League an. Nach nur einem Jahr wechselte er in die Tschechoslowakei und spielte dort für Orli Znojmo erneut in der Österreichischen Eishockey-Liga. 2014 kehrte er in die Inter-National-League zurück und spielte zwei Jahre für den Kitzbüheler EC. Anschließend kehrte er nach Jesenice zurück, wo er mit dem neugegründeten HDD Jesenice sowohl in der Alps Hockey League, als auch in der slowenischen Liga spielte. Nachdem er 2017 und 2018 jeweils Meister und 2018 auch Pokalsieger geworden war, kehrte er 2018 seiner Geburtsstadt erneut den Rücken und wechselte nach Frankreich zu Grenoble Métropole Hockey 38 in die Ligue Magnus, mit dem er 2019 französischer Meister wurde. Anschließend wechselte er in die Slowakei, wo er in der Spielzeit 2018/19 zunächst beim HK Poprad und dann beim HK Nové Zámky in der Extraliga spielte. 2020 kehrte er nach Slowenien zurück und unterschrieb einen Vertrag beim Hauptstadtklub HK Olimpija, mit dem er zunächst in der Alps Hockey League spielte, die 2021 gewonnen werden konnte. Anschließend wechselte er mit dem Klub in die Österreichische Eishockey-Liga. Er wird aber auch weiterhin in der slowenischen Liga und im nationalen Pokalwettbewerb eingesetzt, die er beide 2022 und 2023 erneut mit Olimpija gewinnen konnte.

### International
Für Slowenien nahm Magovac im Juniorenbereich an der U18-Weltmeisterschaft der Division I 2008 und der Division II 2009, als er zum besten Verteidiger des Turniers gewählt wurde, sowie den U20-Weltmeisterschaften der Division I 2009, 2010 und 2011 teil.
Im Seniorenbereich stand er erst sieben Jahre später bei der Weltmeisterschaft der Division I 2018 erstmals im Aufgebot seines Landes und erzielte das 1:0 beim 4:1-Erfolg der Slowenen gegen Ungarn. Auch 2019 und 2022 spielte er mit den Slowenen in der Division I. Nach dem Aufstieg 2022 spielte er bei der Weltmeisterschaft 2023 erstmals in der Top-Division. Zudem nahm er an der Olympiaqualifikation für die Winterspiele in Peking 2022 teil. Außerdem spielte er im Mai 2021 beim Beat Covid-19 Ice Hockey Tournament, das der slowenische Verband als Ersatz für die ausgefallene Weltmeisterschaft der Division I mit sechs Nationalmannschaften veranstaltete und das er mit seinem Team gewann.

## Erfolge und Auszeichnungen
- 2009 Bester Verteidiger bei der U18-Weltmeisterschaft der Division II, Gruppe B
- 2011 Slowenischer Meister mit dem HK Jesenice
- 2017 Slowenischer Meister mit dem HDD Jesenice
- 2018 Slowenischer Meister und Pokalsieger mit dem HDD Jesenice
- 2019 Französischer Meister mit Grenoble Métropole Hockey 38
- 2021 Gewinn der Alps Hockey League mit dem HK Olimpija
- 2021 Sieg beim Beat Covid-19 Ice Hockey Tournament
- 2022 Aufstieg in die Top-Division bei der Weltmeisterschaft der Division I, Gruppe A
- 2022 Slowenischer Meister und Pokalsieger mit dem HK Olimpija
- 2023 Slowenischer Meister und Pokalsieger mit dem HK Olimpija

## Statistik
Stand: Ende der Saison 2022/23